# Ye Guangfu
Ye Guangfu (Chengdu, Província de Sujuão, setembro de 1980) é um astronauta chinês e membro do Partido Comunista da China.

## Biografia

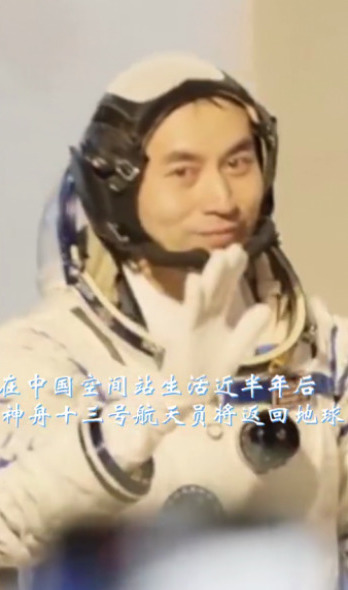
Ye antes de sua primeira missão.

Em maio de 2009 foi iniciada a seleção do segundo grupo de taikonautas da China. Em 2010, Ye Guangfu foi selecionado, ao lado de cinco homens e duas mulheres, entre os pilotos na ativa da Força Aérea. Em 2014, ele qualificou-se para o voo espacial tripulado, assim tornando-se um taikonauta Nível 3.
Desde janeiro de 2013 o Centro de Treinamento Chinês tem dado apoio aos astronautas da Agência Espacial Europeia, enquanto os dois lados realizam projetos em conjunto. Em 2016, dentro dos projetos mencionados, Ye Guangfu participou num treino numa caverna realizado pela Agência Espacial Europeia em Sardinia, Itália, com outros cinco astronautas dos Estados Unidos, Rússia, Espanha e Japão, respectivamente, procurando sobreviver em cavernas por seis dias e noites. O treino foi completado no dia 7 de julho de 2016. Foi a primeira vez que taikonautas treinaram ao lado de astronautas de vários países, além de ser o primeiro taikonauta a revelar sua identidade ao público antes de realizar sua missão. Ye Guangfu é o primeiro taikonauta do segundo grupo a aparecer publicamente.
Ele foi parte da equipe suplente da Shenzhou 12 e foi escolhido como parte da equipe principal da Shenzhou 13. Em 2024, foi anunciado como parte da Shenzhou 18.